# Логі (супутник)
Логі, також Сатурн XLVI (лат. Loge, давньоскан. Logi) — шістдесят перший за віддаленістю від планети природний супутник Сатурна. Відкритий 5 січня 2006 року Скоттом Шеппардом, Девідом Джевіттом і Дженом Кліна в обсерваторії Мауна-Кеа.
Назву супутник отримав у квітні 2007 року. У скандинавській міфології Логі — вогняний велетень, син Форньйота, брат Егіра та Карі.
Логі належить до скандинавської групи нерегулярних супутників Сатурна (підгрупа Феби).

## Корисні посилання
- Супутники Сатурна. Дані Інституту астрономії [Архівовано 15 травня 2011 у Wayback Machine.](англ.)
- Циркуляр МАС № 8727: Нові супутники Сатурна[недоступне посилання з квітня 2019] (оголошення про відкриття) (англ.)
- Циркуляр МАС № 8826: Назви нових супутників Сатурна і Юпітера [Архівовано 10 січня 2020 у Wayback Machine.](англ.)
- Електронний циркуляр ЦМП № 2006-M45: Вісім нових супутників Сатурна [Архівовано 5 вересня 2008 у Wayback Machine.](англ.)